# Gkoot-Electronic
Gkoot-Electronic, aussi stylisé Gkoot Electronic, parfois abrégé Gkoot, est un site web de partage de musique électronique, actif entre 2009 et 2013, créé par David Spire sous licence Creative Commons partielle.

## Histoire
En septembre 2008, le site, qui ne fait alors qu'expliquer son fonctionnement, est créé. En octobre 2008, le site ouvre des inscriptions pour les directeurs artistiques (D.A.). En janvier 2009, le site est officiellement lancé et ouvre des inscriptions pour les artistes. En avril 2009, Gkoot organise la soirée de lancement de la 41e Course Croisière EDHEC. En juillet 2009, le site crée son compte Twitter et valide plus de 2 100 morceaux. Il met alors en place de la sélection Hits Summer 2009. En octobre 2009, Gkoot et David Spire participent à la Soirée de l'ESCP avec Junior Caldera et Freemasons, et sort une application pour iPhone. En janvier 2010, lancement de la version 2.0 du site. 
Gkoot-Electronic est partenaire de l'école DJ Network, du magazine Only for DJs, de Musicnord, de Radio FG et Tilllate, d'OxyRadio. Radio FG pour sa part tente d'honorer le partenariat par la réalisation d'un jingle pour les diffuseurs de titres Gkoot. Au fil du temps, les partenaires de Gkoot comprennent La radio Contact, MyClubbingStore et de nombreux labels de référence comme Happy Music, Serial Records, et Boxon Records.
En 2011, le site web obtient le label PUR (« Promotion des usages responsables »), qui informe le public « que les plates-formes qui apposent le label proposent des contenus en ligne respectant les droits des créateurs ». En 2012, le site web affiche un message de maintenance avant de fermer définitivement à la fin 2013.